# La Romana (provincie)
La Romana is een provincie in het oosten van de Dominicaanse Republiek aan de Caribische Zee. Ze heeft 263.000 inwoners en is 650 km² groot.

## Gemeenten
| - De provinciehoofdstad: La Romana - Guaymate - Villa Hermosa |

- MusicBrainz: d441ee4b-1193-4a3b-b609-8c4a2ef7d18f
- National Archives and Records Administration: 10044700
- Nationale Bibliotheek van Tsjechië: xx0168693

Azua · Baoruco · Barahona · Dajabón · Duarte · Elías Piña · El Seibo · Espaillat · Hato Mayor · Hermanas Mirabal · Independencia · La Altagracia · La Romana · La Vega · María Trinidad Sánchez · Monseñor Nouel · Monte Cristi · Monte Plata · Pedernales · Peravia · Puerto Plata · Samaná · Sánchez Ramírez · San Cristóbal · San José de Ocoa · San Juan · San Pedro de Macorís · Santiago · Santiago Rodríguez · Santo Domingo · Valverde
Distrito Nacional